# Distrito de Yungay

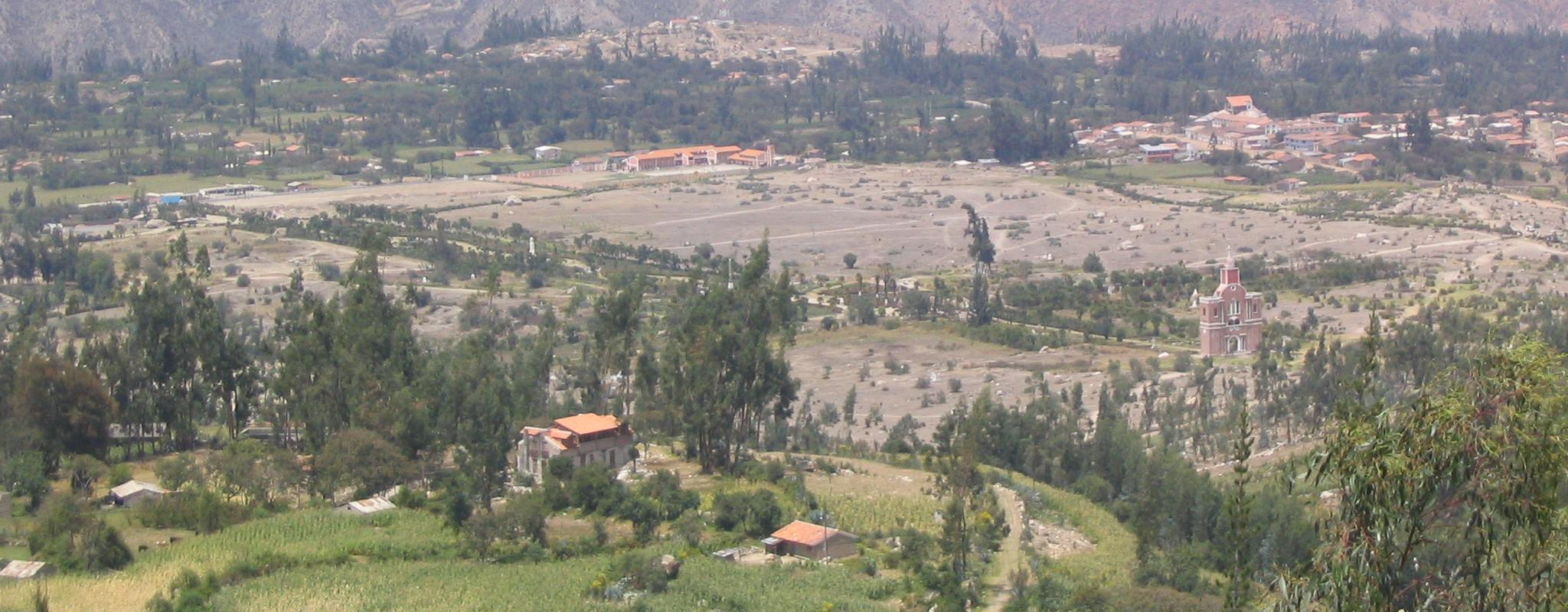
Ruinas de la antigua ciudad de Yungay.

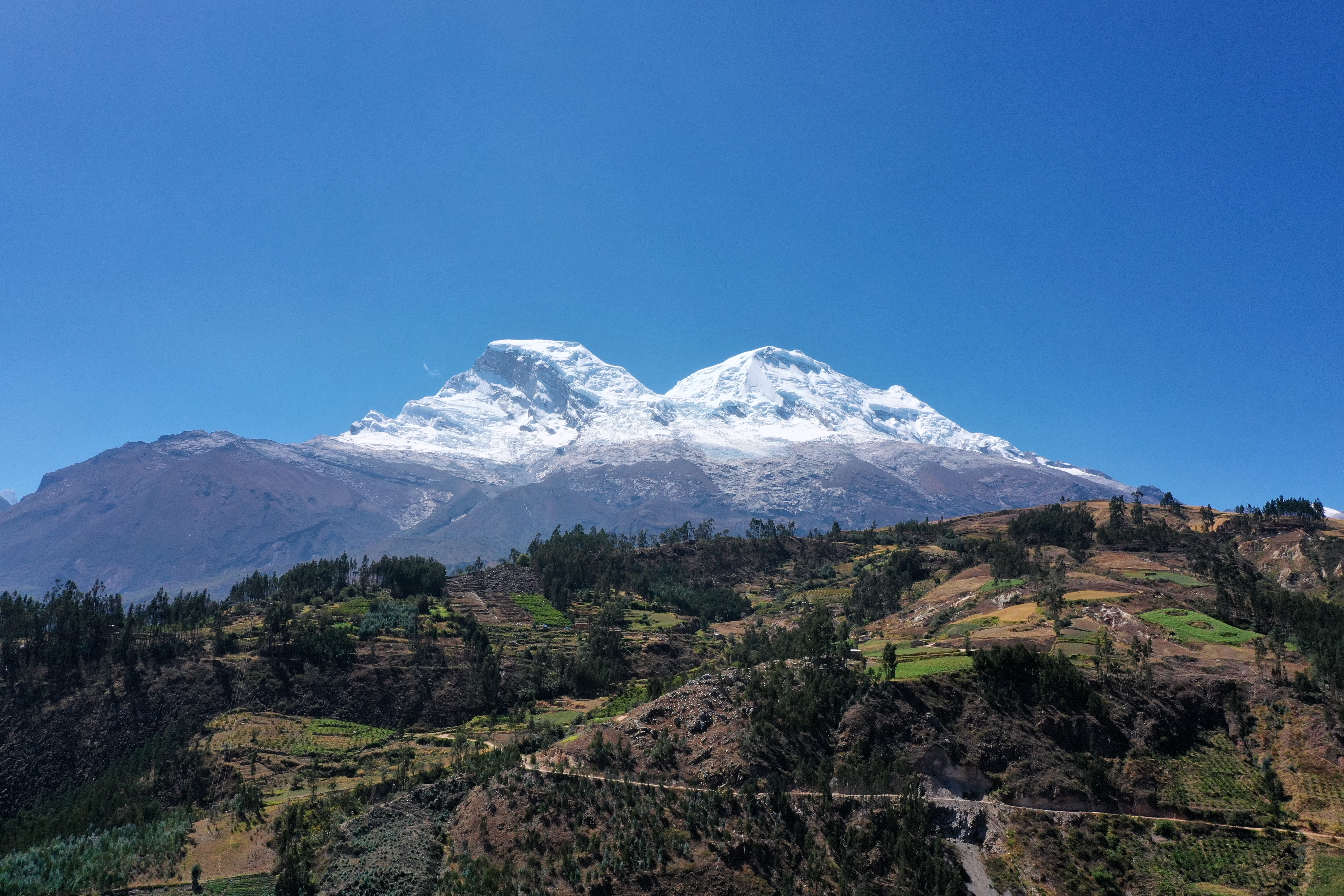
Vista del Huascarán.

El distrito de Yungay es uno de los ocho que conforman la Provincia de Yungay, ubicada en el Departamento de Ancash, bajo la administración del Gobierno Regional de Áncash, Perú.

## Historia
El distrito fue creado mediante Ley del 28 de octubre de 1904, en el gobierno del Presidente José Pardo y Barreda.

## Capital
Su capital es la ciudad de Yungay, conocida como Yungay Hermosura. Fundada el 4 de agosto de 1540.

## Autoridades

### Municipales
- 2023-2026
  - Alcalde: José Ántonio Romero Jara
- Regidores:
  1. Gilbert Eologio Vargas Huerta.
  2. Yaneth Fátima Figueroa Montañez.
  3. Bartolomé Román Mallqui Rosales.
  4. Lys Yanett Dionisio Arteaga.
  5. Santos Román Calvo Florentino.
  6. Porfidia Soledad Bailon Huerta.
  7. Pilar Fabiola De La Cruz Moreno.
  8. Walter Emilio Lino Huerta
  9. Nora Erminia Zelaya Andagua.

- 2019 - 2022[1]
  - Alcalde: Fernando Ciro Casio Consolación, del Movimiento Independiente Regional Río Santa Caudaloso.
  - Regidores:

  1. Jacinto Gaudencio Mego Cueva (Movimiento Independiente Regional Río Santa Caudaloso)
  2. Juan Cancio Garay Chávez (Movimiento Independiente Regional Río Santa Caudaloso)
  3. Guisela Emilia Alva Salinas (Movimiento Independiente Regional Río Santa Caudaloso)
  4. Pablo Amador Atoc Infantes (Movimiento Independiente Regional Río Santa Caudaloso)
  5. Maximiliano Teodocio Villafana Chávez (Movimiento Independiente Regional Río Santa Caudaloso)
  6. Lourdes Margarita Ángeles Evangelista (Movimiento Independiente Regional Río Santa Caudaloso)
  7. Raúl Sebastián Olivera Baltazar (Movimiento Independiente Regional Ancash a la Obra)
  8. Trinidad Nelly Arteaga Ángeles (Movimiento Acción Nacionalista Peruano)
  9. Gabriela Marisol Meza Maza (Alianza para el Progreso)

## Festividades
Su Patrono es Santo Domingo de Guzmán.
Las fiestas más celebradas son:
- Señor de Mayo
- Virgen de la Merced